# Strzępiak pomarańczowoczerwonawy

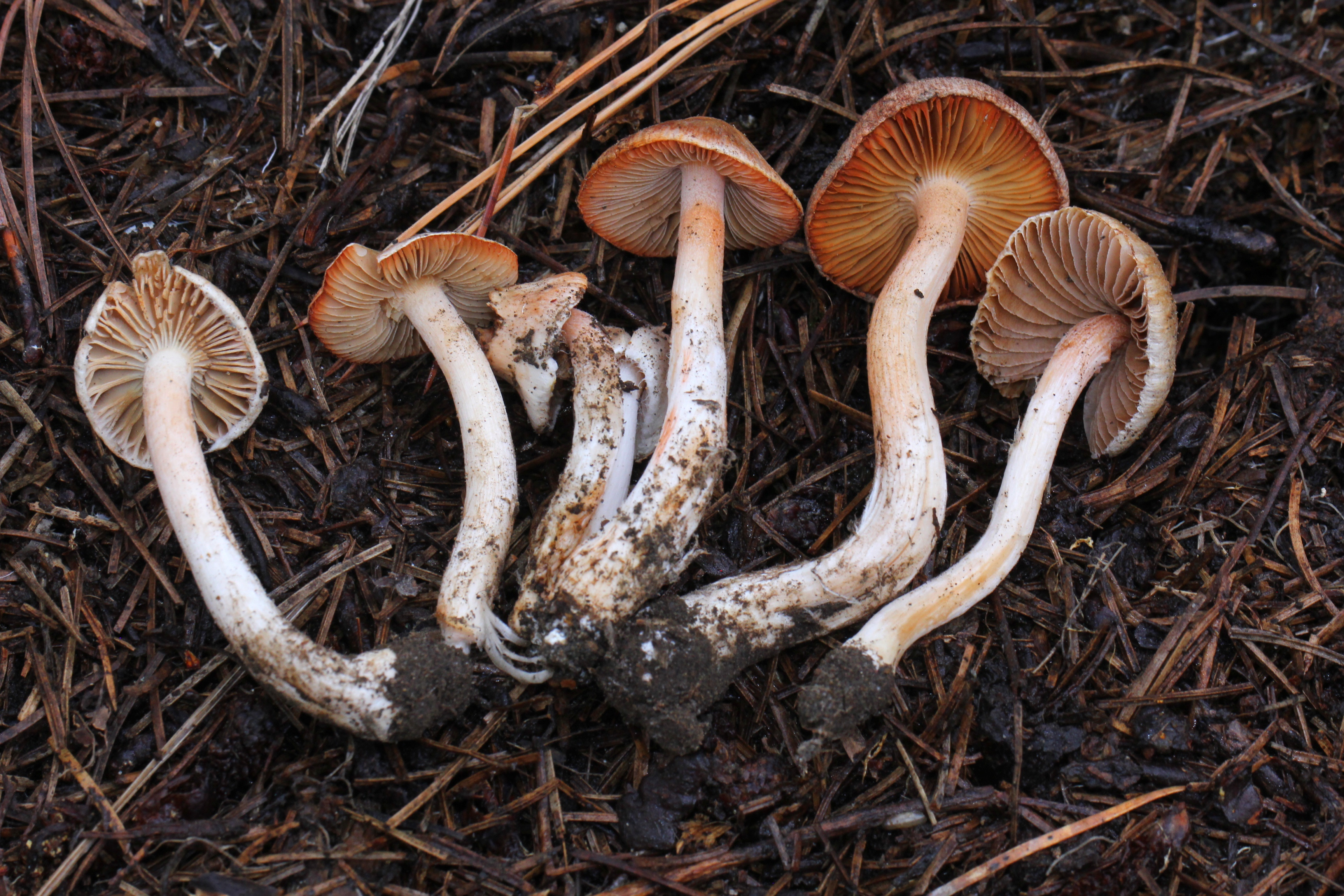

Strzępiak pomarańczowoczerwonawy, strzępiak skromny (Inocybe whitei (Berk. & Broome) Sacc.) – gatunek grzybów należący do rodziny strzępiakowatych (Inocybaceae).

## Systematyka i nazewnictwo
Pozycja w klasyfikacji według Index Fungorum: Inocybe, Inocybaceae, Agaricales, Agaricomycetidae, Agaricomycetes, Agaricomycotina, Basidiomycota, Fungi.
Po raz pierwszy zdiagnozowali go w 1876 r. Christopher Edmund Broome i Miles Joseph Berkeley, nadając mu nazwę Agaricus whitei. Obecną, uznaną przez Index Fungorum nazwę nadał mu Pier Andrea Saccardo w 1887 r.
Synonimy:
- Agaricus geophyllus var. lateritius Berk. & Broome 1870
- Agaricus whitei Berk. & Broome 1876
- Inocybe geophylla var. lateritia (Berk. & Broome) W.G. Sm. 1908
- Inocybe pudica Kühner 1947
- Inocybe pudica var. roseifolia Beller & Bon 1997

Nazwę polską zaproponował Władysław Wojewoda w 2003 roku. Andrzej Nespiak w 1990 roku opisał go pod nazwą strzępiak skromny (Inocybe pudica Kühner).

## Morfologia
Kapelusz
Średnica do 2–4 cm, początkowo półkulisty, potem kolejno stożkowaty, dzwonkowaty, łukowaty, i w końcu płaski z tępym garbem. Brzeg gładki, ostry, długo podwinięty, u młodych owocników z resztkami zasnówki. Powierzchnia gładka, matowa, w stanie wilgotnym lepka. Kolor białawy, na środku jasnoochrowy. Po uszkodzeniu czerwienieje.
Blaszki
Wąsko przyrośnięte, szerokie, początkowo szarawe, potem różowoszarawe, w końcu brązowoczerwonawe. Ostrza białawo oprószone.
Trzon
Wysokość 4–7 cm, grubość 0,4–0,8 cm, walcowaty, u podstawy nieco zgrubiały, pełny, kruchy. Powierzchnia biała, włóknista, w górnej części biało oprószona. U starszych owocników miejscami czerwienieje.
Miąższ
Biały, cienki, po uszkodzeniu czerwieniejący. Zapach spermy, smak lekko cierpki.
Cechy mikroskopowe
Zarodniki 8–10 × 4–5,7 µm.

## Występowanie
Znane jest występowanie strzępiaka pomarańczowoczerwonawego w Ameryce Północnej i Europie. W piśmiennictwie naukowym na terenie Polski do 2003 r. podano tylko stanowiska (w Babiogórskim i Tatrzańskim Parku Narodowym). Aktualne stanowiska podaje internetowy atlas grzybów. Jest w nim zaliczony do listy grzybów zagrożonych i wartych objęcia ochroną.
Grzyb mikoryzowy. Występuje na ziemi w lasach iglastych i liściastych, także w parkach.